# Direct Blue 15
C.I. Direct Blue 15 ist ein Disazofarbstoff aus der Gruppe der Direktfarbstoffe, der unter anderem in der Textilbranche zum Färben von Baumwolle und verwandten Zellulosematerialien verwendet wird.

## Darstellung
Direct Blue 15 wird durch Azokupplung von diazotiertem o-Dianisidin auf H-Säure hergestellt.

## Eigenschaften
Direct Blue 15 ist als krebserregendend bekannt.

## Regulierung
Über den Safe Drinking Water and Toxic Enforcement Act of 1986 besteht in Kalifornien seit dem 26. August 1997 eine Kennzeichnungspflicht, wenn Direct Blue 15 in einem Produkt enthalten ist.